# Creidhne
En la mitologia irlandesa, Credne (irlandès antic) o Creidhne (pronunciat irlandès modern[ˈcɾʲeːnʲə]) era fill de Brigid i Tuireann i l'orfebre dels Tuatha Dé Danann, però també treballava el bronze i el llautó. Ell i els seus germans Goibniu i Luchtaine eren coneguts com els Trí Dée Dána, els tres déus de l'art, que van forjar les armes que els Tuatha Dé utilitzaven per lluitar contra els fomorians.
Es diu que Creidhne va modelar la mà de plata del rei Nuada, juntament amb Dian Cecht.
Creidhne és sovint confós amb el guerrer irlandès Creidne.

De la mort de Creidne, segons un poema enganxat al Lebor Gabála Érenn, es deia:
Creidne l'agradable artífex es va ofegar

 al llac-mar, el sinistre estany,
a buscar tresors d'or noble,

 a Irlanda des d'Espanya.